# Black Market (album)
Black Market är ett musikalbum av Weather Report, utgivet 1976 av Columbia Records. Albumet producerades av Joe Zawinul och Wayne Shorter. Det spelades in i december 1975 och släpptes i april 1976.
Detta album är bandets sjätte i ordningen och det första där basisten Jaco Pastorius medverkar. Albumet har starka influenser av afrikansk musik och kan beskrivas som "world fusion". Spår två, "Cannon Ball", är Zawinuls hyllning till saxofonisten Julian "Cannonball" Adderley. Zawinul spelade i Adderleys band mellan 1961 och 1970 och under den tiden komponerade han även Adderleys hitlåt "Mercy, Mercy, Mercy".

## Låtlista
1. "Black Market" (Joe Zawinul) – 6:30
2. "Cannon Ball" (Joe Zawinul) – 4:40
3. "Gibraltar" (Joe Zawinul) – 7:49
4. "Elegant People" (Wayne Shorter) – 5:03
5. "Three Clowns" (Wayne Shorter) – 3:27
6. "Barbary Coast" (Jaco Pastorius) – 3:10
7. "Herandnu" (Alphonso Johnson) – 6:38

Total tid: 37:23

## Medverkande
- Wayne Shorter — sopran- & tenorsaxofon, lyricon
- Joe Zawinul — flygel, Fender Rhodes, Oberheim Polyphonic, två Arp 2600-synthar
- Alphonso Johnson — elbas
- Jaco Pastorius — elbas (2, 6)
- Narada Michael Walden — trummor (1, 2)
- Chester Thompson — trummor (3-7)
- Alejandro Neciosup Acuna — congas & percussion (2-5, 7)
- Don Alias — percussion (1, 6)